# Tom Kaulitz
Tom Kaulitz, född 1 september 1989 i Leipzig i dåvarande Östtyskland, är en tysk gitarrist och låtskrivare, mest känd som medlem i det tyska poprockbandet Tokio Hotel.

## Biografi
Tom Kaulitz föddes i den tyska staden Leipzig, som son till föräldrarna Simone och Jörg Kaulitz, den 1 september 1989. Bill Kaulitz är hans tvilling. Föräldrarna skilde sig sedan från varandra, när Tom och Bill var sju år gamla. Modern Simone gifte så småningom om sig tillsammans med Fatun-gitarristen Gorden Trümper. 
År 2001, när bröderna Kaulitz var cirka tolv år gamla, träffade de på sina då blivande bandkollegor Georg Listing och Gustav Schäfer, under en vistelse på en konsert. De kom sedan därefter att bilda sin alldeles egna musikgrupp, som till en början gick under namnet Devillish. Detta gruppnamn blev sedan omändrat till det nuvarande namnet Tokio Hotel, detta efter att alla fyra gruppmedlemmarna hade blivit signade för musikjätten Universal Music. Deras första singel blev den otroligt framgångsrika "Durch den Monsun", som släpptes i augusti 2005. Denna singel nådde ganska så snabbt förstaplatsen hemma i Tyskland, bara en månad efter dess utgivning. År 2007 släpptes det även en engelskspråkig version av denna singel, som gick under titeln "Monsoon".

## Privatliv
Tom Kaulitz har tidigare, liksom tvillingbrodern Bill, varit bosatt i Hamburg, men bor sedan oktober 2010 i Los Angeles. Han är sedan februari 2019 även gift med fotomodellen, tillika programledaren, Heidi Klum, som han förlovade sig med i december 2018.